# Erik van Heijningen (acteur)
Erik van Heijningen (Amersfoort, 19 maart 1991) is een Nederlands acteur en televisieproducent.

## Loopbaan
Van Heijningen zat tot zijn 16e op Jeugdtheaterschool Rabarber.
Hij maakte in 2007 zijn filmdebuut als Simon Bakker in de film Bloedbroeders, die losjes gebaseerd is op de Baarnse moordzaak. Daar werkte hij samen met Nederlandse acteurs als Matthijs van de Sande Bakhuyzen, Carolien Spoor en Pierre Bokma. Voor deze rol werd Van Heijningen genomineerd voor een Gouden Kalf in de categorie beste hoofdrol. De jury had bewondering voor de "grootse wijze" waarop hij de complexiteit van de rol vormgaf. De jury vond dat hij als onervaren acteur zich goed staande hield tegenover de ervaren acteurs in de film die "heel dankbare en spectaculaire personages mogen spelen".
Daarna speelde hij bijrollen in enkele studentenfilms en verschillende tv-series, waaronder Flikken Maastricht en De co-assistent. Na zijn afronding van de havo op het Haagse Zandvlietcollege speelde hij een rol in de BNNserie Feuten en was hij organisator van het Uit De Hand-festival.
Daarna begon Van Heijningen bij de hoofdcast in de NCRV-jeugdserie SpangaS. Om zich ook bezig te houden met werk achter de camera, startte hij bij Veronica de opleiding voor jonge televisiemakers, de "V-Academy", waar hij met zijn jaargenoten enkele programma's produceerde en de Radiobitches Awards organiseerde.
Tijdens zijn acteerwerkzaamheden richtte Van Heijningen het productiebedrijf Ondertekend op, dat zich specialiseert in de nieuwe media. Met Ondertekend produceerde hij meerdere televisie- en online programma's waarvan enkele wereldwijd viraal gingen. Ook werd hij met zijn crossmediale format "De Viral Fabriek" bij het Gouden Televizier-Ring Gala genomineerd voor "Beste jeugdprogramma".
Hij is een kleinzoon van de bekende jurist Leo van Heijningen.

## Filmografie

### Film
- Bloedbroeders - Simon Bakker (2007)

### Televisie
- Flikken Maastricht - Pim van Lier (2010) Aflevering: Hangen
- De co-assistent
- Feuten - Freek Bolhuis jr. (2010)
- SpangaS - Deef Korenhof (2011-2014)
- Zappmysterie